# Norman H. Baynes
Norman Hepburn Baynes (29 de mayo de 1877–12 de febrero de 1961) fue un  historiador británico del siglo XX, especialista en el Imperio bizantino. 

## Obras
Entre otras, escribió:
- The Byzantine empire, 1925, Oxford University Press. Traducido al español: El Imperio Bizantino, 1949, México, Fondo de Cultura Económica.
- Intellectual liberty and totalitarian claim. La lectura Romanes de 1942 (Oxford: Clarendon Press, 1942)
- The Speeches of Adolf Hitler, 1922-1939. Ed. Norman H. Baynes, 2 vols. (Oxford, 1942)
- Byzantium: An Introduction to East Roman Civilization. Ed. Norman H. Baynes and H. St. L. B. Moss. (Oxford: Clarendon, 1948; Oxfore Paperbacks, 1961). Una colección de artículos firmados por autoridades; buena bibliografía.
- Constantine the Great and the Christian Church. Norman H Baynes. (1972) 2.ª edición, con un prefacio de Henry Chadwick. ISBN 0-19-725672-4